# Alakamisy Anativato
Alakamisy Anativato – gmina (kaominina) na Madagaskarze, w regionie Vakinankaratra, w dystrykcie Betafo. W 2001 roku zamieszkana była przez 8 825 osób. Siedzibę administracyjną stanowi miejscowość Alakamisy Anativato.